# Gulf Park Estates
Gulf Park Estates – jednostka osadnicza w Stanach Zjednoczonych, w stanie Missisipi, w hrabstwie Jackson.